# MayTree

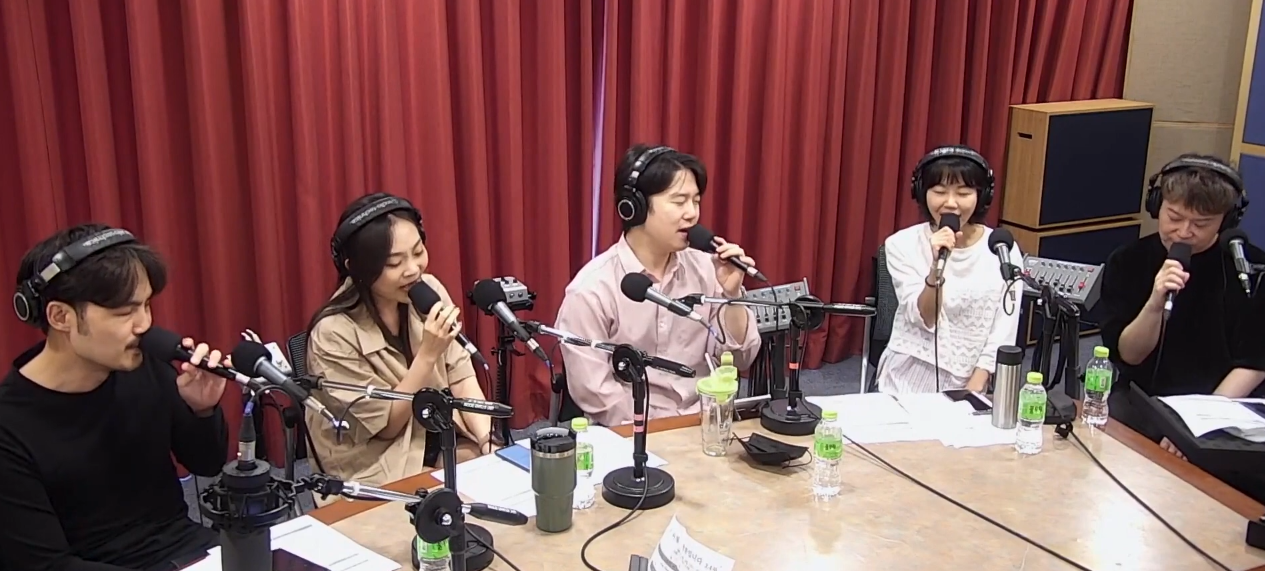
MayTree (Videostandbild 2020)

MayTree (메이트리) (engl. für „Maibaum“) ist eine südkoreanische A-cappella-Gruppe, die aus zwei weiblichen und drei männlichen Bandmitgliedern besteht. Ihr Repertoire ist vielfältig und umfasst Barbershop-Musik, Pop-Chart- und Jingle-Coverversionen ebenso wie Adaptionen von Songs der deutschen Gruppe WiseGuys oder der UEFA-Champions-League-Hymne. Ihre Spezialität sind jedoch Klangexperimente, vom fahrenden Krankenwagen bis zur Interpretation der Betriebssystem-Klänge elektronischer Geräte.

## Geschichte
Nachdem die 2000 gegründete und seit 2005 unter dem Namen Maytree auftretende Band durch ihre Teilnahme an internationalen A-Capella-Wettbewerben bereits seit 2009 in der A-Cappella-Szene bekannt war, führte ihre Zusammenarbeit mit dem koreanischen Youtuber Napkins Music 2021 zur Veröffentlichung von Videos mit Cover-Versionen von Computer- und Mobiltelefon-Klängen sowie Film-Intros und Videospiel-Hintergrundmusik auf der Videoplattform YouTube, was ihr zum Durchbruch im Mainstream-Geschäft verhalf. Das erste, im Januar 2021 veröffentlichte, Video interpretierte die Systemklänge von Windows. Es folgten A-Capella-Versionen der iPhone- und Samsung-Galaxy-Telefonklänge, dann die Klänge von Angry Birds sowie anderer Videospiele. Die Gruppe veröffentlichte dann Versionen der Filmintromusik verschiedenster Filmstudios und veröffentlichten dann ihre Version der von Tony Britten komponierten UEFA-Champions-League-Hymne. Besonders diese Coverversionen haben die Bekanntheit von Maytree erheblich befördert.
In den verschiedenen Sparten erzielten die höchsten Aufrufzahlen Squid Game acapella (> 293 Mio. Aufrufe), iPhone Sound Effect acapella (> 89 Mio. Aufrufe), Subway Surfers acapella (> 82 Mio. Aufrufe), Among Us sound effect acapella (> 33 Mio. Aufrufe) und Minecraft OST acapella (> 33 Mio. Aufrufe).

## Diskografie

### Studioalben
- 2006: Maybe
- 2015: MayTree in Love (메이트리 인 러브)
- 2020: Back to me (그대 내게 다시)

### EPs
- 2011: The MayTree
- 2013: 5028

### Singles
- 2021: When Snowflakes Fell on Your Head (임수연)
- 2021: What If (Andrea Figallo, Eddi Hüneke, Junko Kamei)
- 2022: Extraordinary Attorney Woo Pt7 – Flash –
- 2022: Carol of the Bells
- 2023: Gimme Toxic
- 2023: 夢のような日が
- 2023: My Ordinary Christmas
- 2024: Real New Year
- 2024: Water in the World
- 2024: Cantina Band
- 2024: MOM
- 2024: Mr. Moustafa

## Preise und Nominierungen
- 2011: Busan Choral International Competition – erster Preis Kategorie Pop
- 2011: Vokal.Total International Competition (Graz), Gold Diplom Kategorie Pop
- 2013: Yeosu Choral International Competition – erster Preis Kategorie Pop & Jazz
- 2014: World Choir Games (Riga) – zwei Goldmedaillen (Kategorien Jazz und Pop)